# Кинтуш
Кинтуш (порт.  Quintos) — фрегезия (район) в муниципалитете Бежа округа Бежа в Португалии. Территория — 139,7 км². Население — 310 жителей. Плотность населения — 2,2 чел/км².